# Karl Anders
Karl Anders (eigentlich Kurt Wilhelm Naumann, später Karl Kurt Wilhelm Anders-Naumann) (* 24. Januar 1907 in Berlin; † 27. Februar 1997 in Dreieich) war ein deutscher Journalist und Verleger. Er war von 1953 bis 1957 Verlagsleiter der Tageszeitung Frankfurter Rundschau.
Anders, ehemaliger Funktionär der Kommunistischen Partei Deutschlands (KPD), Widerstandskämpfer gegen den Nationalsozialismus und Emigrant, war in den 1960er Jahren für die Sozialdemokratische Partei Deutschlands (SPD) Wahlkampfleiter des späteren Bundeskanzlers Willy Brandt. Bis 1974 war er Mitglied der Grundwertekommission der SPD.

## Leben

### Widerstandskämpfer und Emigrant
Nach der Volksschule in Berlin erlernte Anders die Berufe des Polstermöbelbauers und des Gartentechnikers. Von 1929 bis 1931 besuchte er einen Arbeiter-Abiturientenkurs an der Karl-Marx-Schule (Berlin-Neukölln) und legte das Abitur ab.
1929 wurde Anders Mitglied der Kommunistischen Partei Deutschlands (KPD) und übernahm schnell leitende Funktionen. 1929 war Anders Generalsekretär der Weltjugendliga und von 1929 bis 1931 im Vorstand des Sozialistischen Studentenbundes. Ab 1931 wurde er innerhalb der KPD Parteisekretär der Abteilung Literatur und Propaganda in Berlin-Brandenburg.
Nach der Machtübernahme der Nationalsozialisten und dem Verbot kommunistischer Betätigung im März 1933 unterstützte Anders die KPD auch in der Illegalität und wurde Instrukteur des „Zentralkomitees für Druck und Propaganda“, die in verschiedenen deutschen Städten illegale Druckereien betrieb. Anders wurde im Juni 1933 während der Köpenicker Blutwoche von Mitgliedern der nationalsozialistischen Sturmabteilung (SA) verschleppt und im SA-Heim Wendenschloß schwer misshandelt.
1934 ging Anders in die Emigration in die Tschechoslowakei und war in Prag bis 1936 Politischer Leiter der Agit-Prop-Arbeit der KPD-Leitung im Exil. Von 1936 bis 1937 gehörte er dem Bundesvorstand der Roten Hilfe Deutschlands an. Ab 1937 war er Mitglied des Salda-Komitees und Sekretär für die Slowakei in Bratislava. Anfang 1939 ging Anders als Beauftragter des Flüchtlingskomitees des Völkerbunds nach Polen und floh nach Beginn des Zweiten Weltkrieges nach Großbritannien. Dort war er von Juni bis Dezember 1940 als „feindlicher Ausländer“ interniert. Ab 1940 nahm er das Pseudonym Karl Anders an. Nach dem Krieg ließ er seinen amtlichen Namen in Karl Kurt Wilhelm Anders-Naumann ändern.
In London schloss sich Anders der Gruppe Neu Beginnen an und arbeitete beim Radiosender Sender der europäischen Revolution. 1943 bis 1945 war er Leiter der Redaktion für Arbeitersendungen im deutschsprachigen Dienst BBC. Ab 1943 hielt Anders Vorträge vor in Großbritannien internierten, deutschen Kriegsgefangenen.

### Verleger in der Bundesrepublik
Nach Kriegsende kehrte Anders als Berichterstatter der BBC nach Deutschland zurück. Er berichtete über die Nürnberger Prozesse und schrieb sein erstes Buch Im Nürnberger Irrgarten. Bis 1949 arbeitete Anders für britische Zeitungen und die BBC, begann aber schon 1946 mit eigenen Verlegertätigkeiten in Deutschland. Mit drei Mitgesellschaftern gründete er 1946 in Nürnberg den Nest-Verlag, der später nach Frankfurt am Main umzog. Nachdem die drei Mitgesellschafter ausstiegen, leitete Anders den Verlag bis 1960 allein. 1955 kaufte die Frankfurter Rundschau 50 Prozent des Nest-Verlages, später veräußerte Anders auch die anderen 50 Prozent der Anteile und zog sich 1961 aus dem Nest-Verlag zurück. Im selben Jahr veröffentlichte Anders im Herder-Verlag eine Monographie über die Kriminalliteratur mit dem Titel Die Weltliteratur im 20. Jahrhundert.
Von 1953 bis 1957 war Anders Geschäftsführer und Verlagsleiter der Frankfurter Rundschau, von 1949 bis 1972 zudem stellvertretender Vorsitzender des Verbandes der Sozialistischen Verleger, Buchhändler und Bibliothekare.
In den 1960er Jahren engagierte sich Anders wieder politisch und wurde 1961 in die zentrale Wahlkampfleitung der SPD berufen. Als Berater der Gewerkschaft IG Bau-Steine-Erden veröffentlichte er 1969 in Hannover deren Geschichte in dem Buch Stein für Stein. Die Leute von Bau-Steine-Erden und ihre Gewerkschaften. 1971 bis 1974 war er Mitglied der Grundwertekommission der SPD, dann des Seniorenbeirates. Publizistisch war Anders in dieser Zeit auch für den Vorwärts aktiv.

## Ehrungen
- 1977: Verdienstkreuz 1. Klasse der Bundesrepublik Deutschland
- 1983: Waldemar-von-Knoeringen-Preis der Georg-von-Vollmar-Akademie